# یوهان مولو
یوهان مولو (انگلیسی: Yohan Mollo؛ زادهٔ ۱۸ ژوئیهٔ ۱۹۸۹) بازیکن فوتبال اهل فرانسه است.
از باشگاه‌هایی که در آن بازی کرده‌است می‌توان به باشگاه فوتبال فولام، باشگاه فوتبال پاناتینایکوس، باشگاه فوتبال نانسی، باشگاه فوتبال گرانادا، باشگاه فوتبال کان، آ.اس موناکو، باشگاه فوتبال سوشو، باشگاه فوتبال کریلیا سووتوف سامارا، و باشگاه فوتبال سن-اتین اشاره کرد.
وی همچنین در تیم ملی فوتبال زیر ۲۱ سال فرانسه بازی کرده‌است.